# Veprecula echinulata
Veprecula echinulata là một loài ốc biển, là động vật thân mềm chân bụng sống ở biển trong họ Conidae.